# Oceanbird

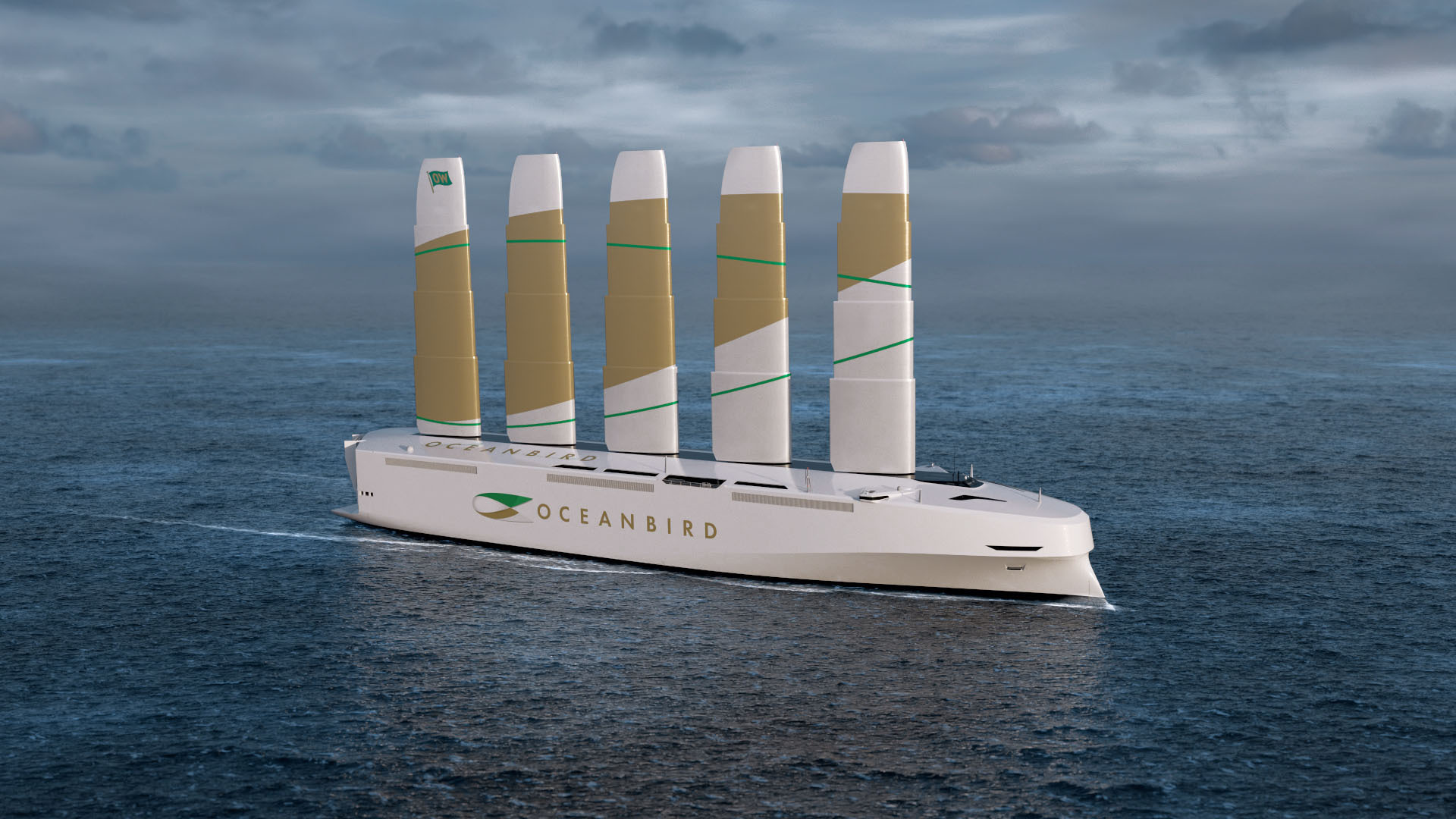
So soll das Schiff aussehen.

Oceanbird ist die Bezeichnung für ein Konzept eines hochseetauglichen Frachtschiffes, bei dem der Hauptantrieb des Schiffes durch Tragflächensegel erfolgen soll. Die Entwicklung wird durch Wallenius Marine, ein Tochterunternehmen von Wallenius Lines, in Zusammenarbeit  mit der Königlichen Technischen Hochschule KTH und einem schwedischen Unternehmen für Meerestechnik betrieben. Durch den Segelbetrieb sollen die Emissionen um bis zu 90 Prozent gesenkt und die Besatzung verkleinert werden. Das Schiff soll als Transatlantikliner verkehren und für die Nordatlantikroute mit 12 Tagen vier Tage länger benötigen als dieselgetriebene Schiffe.
Das 200 Meter lange und 40 Meter breite Schiff soll fünf auf bis zu 80 Meter ausfahrbare Tragflächensegel erhalten, die sich um 360 Grad drehen können. Die Segel ähneln Flugzeugflügeln und werden aus Stahl und Verbundwerkstoffen gefertigt. Sie sollen eine Höhe über der Wasseroberfläche von bis zu 105 Meter erreichen, die größte Höhe, die ein Schiff weltweit misst. Ein Hilfsmotor würde Notstromversorgung und den Antrieb für Hafenmanöver stellen.

In der ersten Version ist das Projekt als Transporter für 7000 Autos geplant. Der Stapellauf ist für 2025 anvisiert. Weitere Nutzungen wie zum Beispiel Kreuzfahrtschiffe sind angedacht. Ebenso ist die Bekleidung der Segel mit Solarzellen geplant. Erste Versuche wurden 2020 auf offener See mit einem 7 m großen Prototyp durchgeführt. 
Das erste Segel in Originalgröße soll 2021 gefertigt werden. Am 17. Februar orderte Wallenius Wilhelmsen das erste Baulos mit dem angekündigten Namen Orcelle Wind.